# Torghud Beg
Torghud Beg fou segons la tradició un general d'Osman I, el fundador de l'Imperi Otomà. Hauria viscut al primer terç del segle xiv i fou conegut també con Alp Torghud. Algun l'han considerat el cap de la tribu turcman dels Torghut.
Va servir a Osman I i després al seu fill Orhan. Hauria participat en la conquesta de Yar-Hisar (Sud-est d'Iznik) i a l'atac a Angelokoma (İnegöl, al sud-oest), fets que es datarien el 1299. Osman hauria cedit Angelokoma a Torghud i després d'això la comarca fou coneguda com a Torghud Ili (Torghud-Eli = Terra de Torghud). Osman va enviar el seu fill Orhan contra Adramos (Orhoneli), a l'oest, i a Torghud i Köse Mikal per ajudar-lo, i hauria estat conquerida vers 1317. El seu control va permetre després conquerir Brusa el 1326.